# Marc Ladreit de Lacharrière
Pour les autres membres de la famille, voir Famille Ladreit de Lacharrière.
Pour les articles homonymes, voir MLL.
 (mai 2020).
Marc Ladreit de Lacharrière, né le 6 novembre 1940 à Nice, est un dirigeant d'entreprise, milliardaire et mécène français. Il est le fondateur et président de la holding Fimalac et de la fondation Culture et Diversité.
Il est classé 28e plus grande fortune française en 2022.

## Biographie

### Famille
Issu d'une famille de la noblesse française, il passe son enfance dans le château familial de la Charrière, à Coux en Ardèche.
Marc Eugène Charles Ladreit de Lacharrière est le fils de Pierre Ladreit de Lacharrière (1902-1956), ingénieur, et de Hélène Mora (1910-1975), scripte dans une maison de production et d'origine italienne. Il compte parmi ses trisaïeux le général Jules Marie Ladreit de Lacharrière (1806-1870),.
Il épouse en décembre 1967 Sibylle Lucet, née en 1946, avec qui il a quatre enfants dont :
- Jérémie (1977) - Entrepreneur. Dirigeant d'une société de spectacle pour petits enfants. Condamné en février 2022 à un an de prison ferme aménagée avec un bracelet électronique pour détention de 3 865 fichiers pédopornographiques mettant en scène des enfants mineurs de 4 à 14 ans[5].
- Éléonore (1979) - Présidente du Conseil d'administration du musée Rodin et de l'École nationale supérieure des beaux-arts de Paris[6]. Déléguée général de la fondation Culture & Diversité et Membre du Comité Exécutif chez Fimalac[7].
- Clarisse (1986) - Styliste et fondatrice avec son conjoint de la marque Gili’s, une ligne de maillot de bain pour hommes[8]. Présidente du conseil de surveillance de la société Groupe Marc de Lacharrière.

Il épouse en secondes noces la femme d'affaires et inspectrice des finances Véronique Morali (née en 1958), présidente de Fimalac Développement et de Webedia, issue d'une famille originaire d'Italie et d'Europe de l'Est.

### Formation et carrière

#### Formation
Inscrit au lycée Condorcet à Paris, il bénéficie des bourses Zellidja en 1958. Il fréquente la chanteuse Françoise Hardy et joue un petit rôle dans un film avec Audrey Hepburn, Deux têtes folles, en 1964.
Il fonde en 1962 le journal Mademoiselle Magazine, tout en poursuivant des études de sciences économiques à Paris. Il est reçu à l'École nationale d'administration, promotion « Robespierre » (janvier 1968 - mai 1970) dont il sort dix-septième (sur 250 élèves).

#### Débuts dans la finance
Écartant la possibilité d'intégrer la direction du Trésor du ministère des Finances, il démissionne et entre à la banque Indosuez et de l'Union des Mines, devenues après fusion Indosuez, qu'il quitte après avoir été le patron du département M&A du Groupe Suez.
En 1973, son cousin par alliance, Jérôme Talamon, lui propose d'investir dans les éditions Masson, qu'il revend en 1994, avec 200 millions de francs de plus-values.
Il intègre le groupe L'Oréal, dont il devient vice-président-directeur général (1984-1991). Il est parallèlement administrateur de Synthélabo (1986-1991), du Crédit lyonnais, d'Air France, de France Télécom, du musée du Louvre.[réf. souhaitée]. Il enseigne dans ces années-là à l'Institut d'études politiques de Paris.
De 1989 à 1993, il est membre du comité de direction du groupe Bilderberg. Il est président de la section française du groupe Bilderberg, et par ailleurs administrateur du club d'influence Le Siècle.

#### Création de Fimalac
En 1991, Marc Ladreit de Lacharrière crée son propre groupe, la Financière Marc de Lacharrière (Fimalac), au capital de 10 millions de francs.
Fimalac souhaite investir dans des sociétés leaders sur le marché national, dans des secteurs d’activités nouveaux qui résultent de la mondialisation, et qui disposent d’un fort potentiel de développement international. Marc Ladreit de Lacharrière privilégie l’investissement dans trois secteurs d’activité : la notation financière, les études de marketing et d'opinion, et le stockage de produits chimiques.

##### Fitch Ratings
Dès sa création, son groupe investit dans le secteur de la notation financière. En octobre 1992, Fimalac rachète la société IBCA basée à Londres, puis Fitch aux États-Unis cinq ans plus tard. Le rachat donne naissance à une nouvelle entité : Fitch-IBCA. En 2000, le groupe rachète l'agence américaine Duff & Phelps et l’agence canadienne BankWatch, renommée Fitch Ratings. Fimalac cède progressivement puis définitivement ses parts à Hearst Corporation[réf. souhaitée].

##### Sofres
La holding Fimalac fait l’acquisition de Sofres en 1992. La société rachète Secodip en 1992, Louis Harris en 1994 et Franck Small & Associates en 1995. En 1997, Sofres devient Taylor Nelson Sofres. Fimalac cède ses parts à Taylor Nelson l'année suivante.

##### LB Chimie
En 1992, Fimalac crée LB Chimie, société spécialisée dans le stockage de produits chimiques. En 1998, LB Chimie fait l’acquisition de la société américaine PetroUnited installée dans le Canal de Houston, réputé pour ses activités industrialo-portuaires, notamment chimiques et pétrochimiques. En 1998, LB Chimie est le n° 2 mondial des stockeurs indépendants de produits chimiques. Fimalac vend LBC en 2004.

#### Autres participations
Il préside aussi Centenaire Blanzy (1994-1998), une holding qui fusionne avec la Fimalac.
En 1994, il préside la société financière Sefimeg (Société française d’investissements immobiliers et de gestion)[réf. souhaitée].
Il revendra le 23 juillets 2023 sa participation de 40% dans le groupe Barrière, leader en France et en Suisse dans le marché des casinos, et des actifs immobiliers.
Fimalac est en 2023 le 3e actionnaire du groupe de distribution Casino. À ce titre il présente en juillet 2023 — conjointement avec Daniel Křetínský — une offre de recapitalisation du groupe Casino.
Marc Ladreit de Lacharrière a pris une participation au sein de Lagardère en 2020, suivi par Vincent Bolloré pour aider Arnaud Lagardère à bloquer l'offensive d'Amber Capital, qui souhaite alors remplacer pratiquement tout le conseil de surveillance du groupe.

## Investissements dans l'industrie culturelle
Marc Ladreit de Lacharrière est président d'honneur de la Revue des deux Mondes, revue intellectuelle française. Fimalac acquiert le groupe Valmonde (Valeurs actuelles, etc) en 1993 avant de le revendre quelque temps plus tard à la holding Dassault Communication.
Depuis 2010, Fimalac investit dans l'industrie culturelle et les médias numériques : il achète plusieurs théâtres, ainsi que des éditeurs ou sites internet.

### Investissements dans le numérique
Il rachète Webedia en mai 2013 ainsi que de nombreux sites internet spécialisés, entre autres, dans le « fooding », le cinéma ou encore les jeux vidéo.
Son ambition est alors, de constituer avec Webedia le premier groupe média numérique français et de devenir meneur dans la production de spectacles et l'exploitation de salles de spectacles en France. Cinq ans plus tard, il annonce vouloir faire de Webedia un « petit Disney pour millenials ».

### Investissements dans les théâtres
Fimalac Entertainment investit aussi dans de nombreux théâtres parisiens.
En 2013, Fimalac rachète le théâtre Comedia. La même année, l’entreprise investit 20 millions d'euros dans des travaux de rénovation pour réhabiliter le Théâtre Marigny.
En 2015, Marc Ladreit de Lacharrière fait l'acquisition du Théâtre de la Porte Saint-Martin et prend une participation dans le Théâtre de la Madeleine. Il reprend aussi l'exploitation de la Salle Pleyel pour 15 ans.
En novembre 2019, il rachète trois nouvelles salles : La Michodière, les Bouffes-Parisiens et le Théâtre de Paris. À la suite de ce rachat, il devient le premier acteur du théâtre parisien : sur les 28 363 places offertes chaque soir à Paris, il en gère 5 794 (environ 20 % des fauteuils parisiens),. La même année, il rachète 49% du festival belge Les Ardentes. En 2020, ses sociétés gèrent huit maisons de production, trente-cinq salles dont treize de type Zenith et des théâtres.

### Production de longs métrages
Dans le cinéma, il crée en 2006, la société de production Elemiah avec Yamina Benguigui. L'entreprise co-produit quelques longs métrages : Discount (2014), Carole Matthieu (2016) et Les Invisibles (2018) de Louis-Julien Petit.

## Mandats sociaux
Marc Ladreit de Lacharrière a été administrateur du groupe Casino, de L'Oréal, de Renault, membre du conseil consultatif de la Banque de France et de Thomson.
- Il était président de Fitch Group, Fitch Group Holdings, Fitch Ratings et président du conseil de surveillance de la Foncière Euris.
- Il est actuellement président du directoire du groupe Marc Ladreit de Lacharrière.

## Mécénat culturel

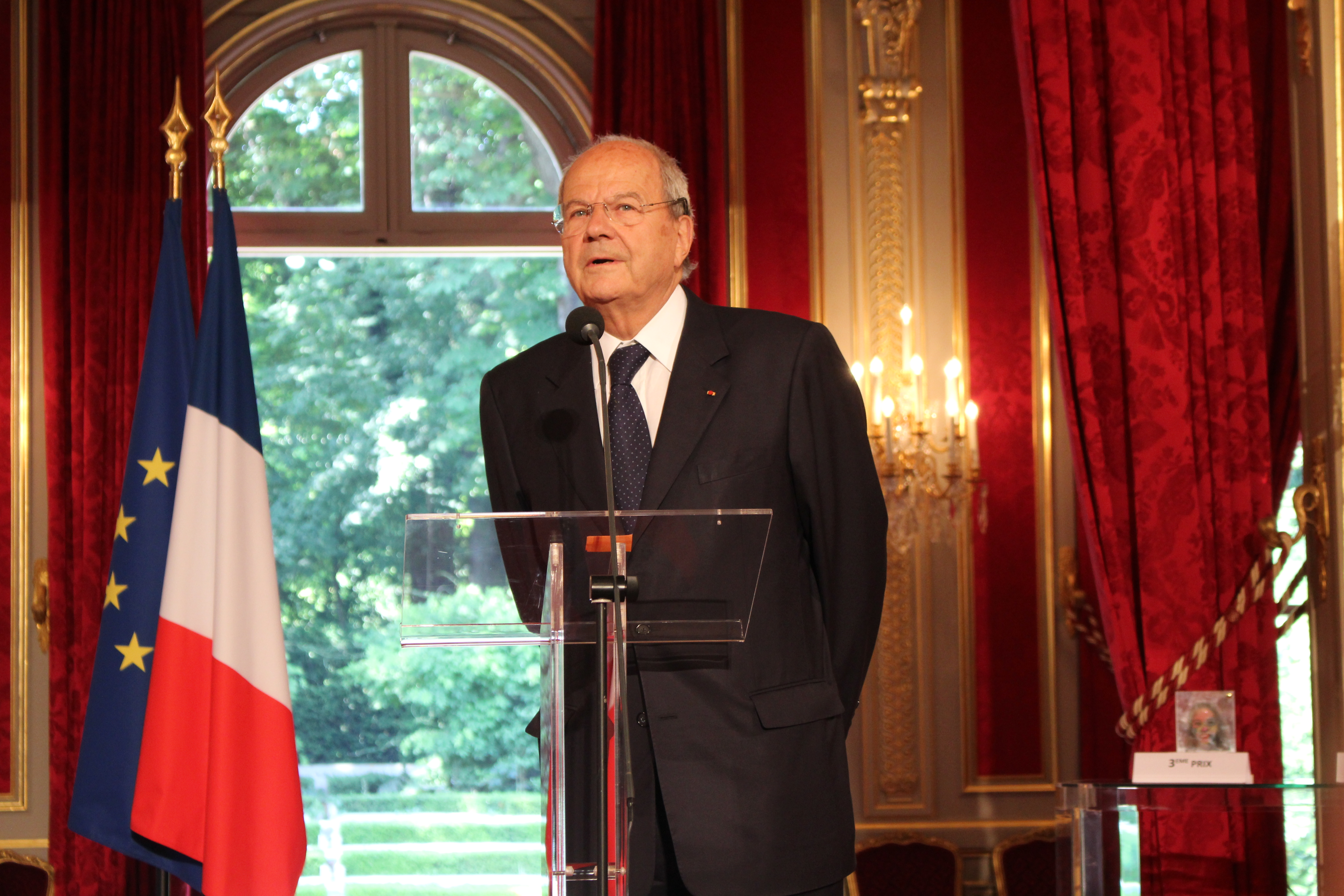
Marc Ladreit de Lacharrière au palais de l'Élysée pour le prix de l'Audace artistique et culturelle, en 2015.

Collectionneur d'art éclectique depuis le début des années 1970 et mécène, notamment du musée du Louvre, Marc Ladreit de Lacharrière est élu à l'Académie des beaux-arts (Institut de France) en 2006 au fauteuil de Gérald Van der Kemp (section des membres libres).
La même année, il crée et finance la fondation Culture et diversité, destinée à aider les jeunes « issus de milieux modestes », avec, pour premiers partenaires, le Théâtre du Rond-Point, l'association La Source, l'École du Louvre, puis les Rencontres chorégraphiques internationales de Seine-Saint-Denis, les Amis de Magnum Photos, les écoles supérieures d'art et les classes préparatoires publiques d'Île-de-France, et la Fémis. La mission de la Fondation est de mettre la culture, les arts et les pratiques artistiques au service de la cohésion sociale et de l'égalité des chances pour les jeunes de l'éducation prioritaire. Selon la journaliste Évelyne Pieiller, « l'opération est un succès majeur par deux aspects : elle consacre l'intrusion du privé dans le public, puisque la fondation, dirigée par Éléonore Ladreit de Lacharrière, fille du milliardaire, s'appuie sur un partenariat tripartite avec les ministères de l’Éducation nationale et de la Culture ; et elle tend à infléchir les programmes en différenciant des "publics" scolaires ».
En 2007, il devient président du conseil d'administration de l'Agence internationale des musées de France (France Muséums), organisme chargé notamment de réaliser le musée du Louvre à Abou Dabi.
Pour saluer l’entrée officielle de la photographie à l’Académie des beaux-arts, en 2007, Marc Ladreit de Lacharrière est à l’initiative et le mécène du Prix de Photographie Marc Ladreit de Lacharrière, en partenariat avec l’Académie des beaux-arts. Ce prix récompense un photographe confirmé, français ou étranger, travaillant en France, sans limite d’âge, auteur d’un projet photographique original.
De 2006 à 2009, il préside l'Association des Amis de Vaux-le-Vicomte. Il est membre du conseil artistique des musées nationaux et fondateur du fonds de dotation de l'abbaye de Lubilhac.
Il est à l'origine, en 1993, de la fondation Agir contre l'exclusion avec Martine Aubry, fondation qu'il soutient financièrement,.
En 2016, il prête ses œuvres (antiques, africaines, européennes, océaniennes, etc.) au musée du quai Branly - Jacques Chirac dans le cadre de l'exposition « Éclectique – Une collection du XXIe siècle », qui se tient de novembre 2016 à avril 2017.
En 2018, il fait don d'une grande partie des œuvres issues de sa collection à l'institution. Évaluée à 52 millions d'euros, il s'agit de la plus importante donation d’œuvres d’art africaines et océaniennes, en France, depuis 1945. La collection est exposée à partir de 2021 dans un nouvel espace du musée imaginé par Jean Nouvel,.
En 2019, il s'est engagé à donner 10 millions d'euros pour la reconstruction de Notre-Dame de Paris.

Sélection d’œuvres présentées dans le cadre de l'exposition
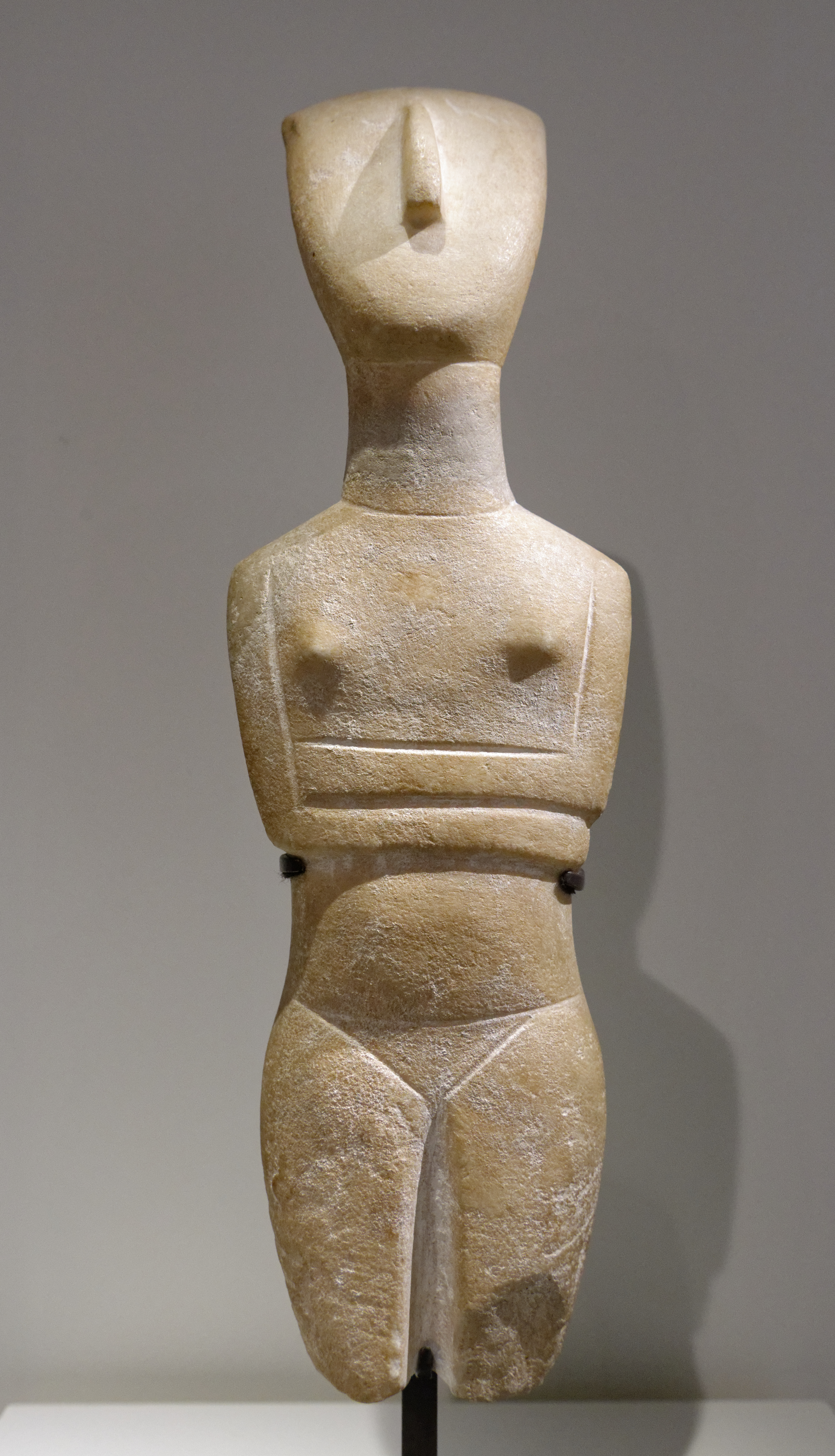
Figurine cycladique, Cycladique Ancien II, vers 2400 av. J.-C.
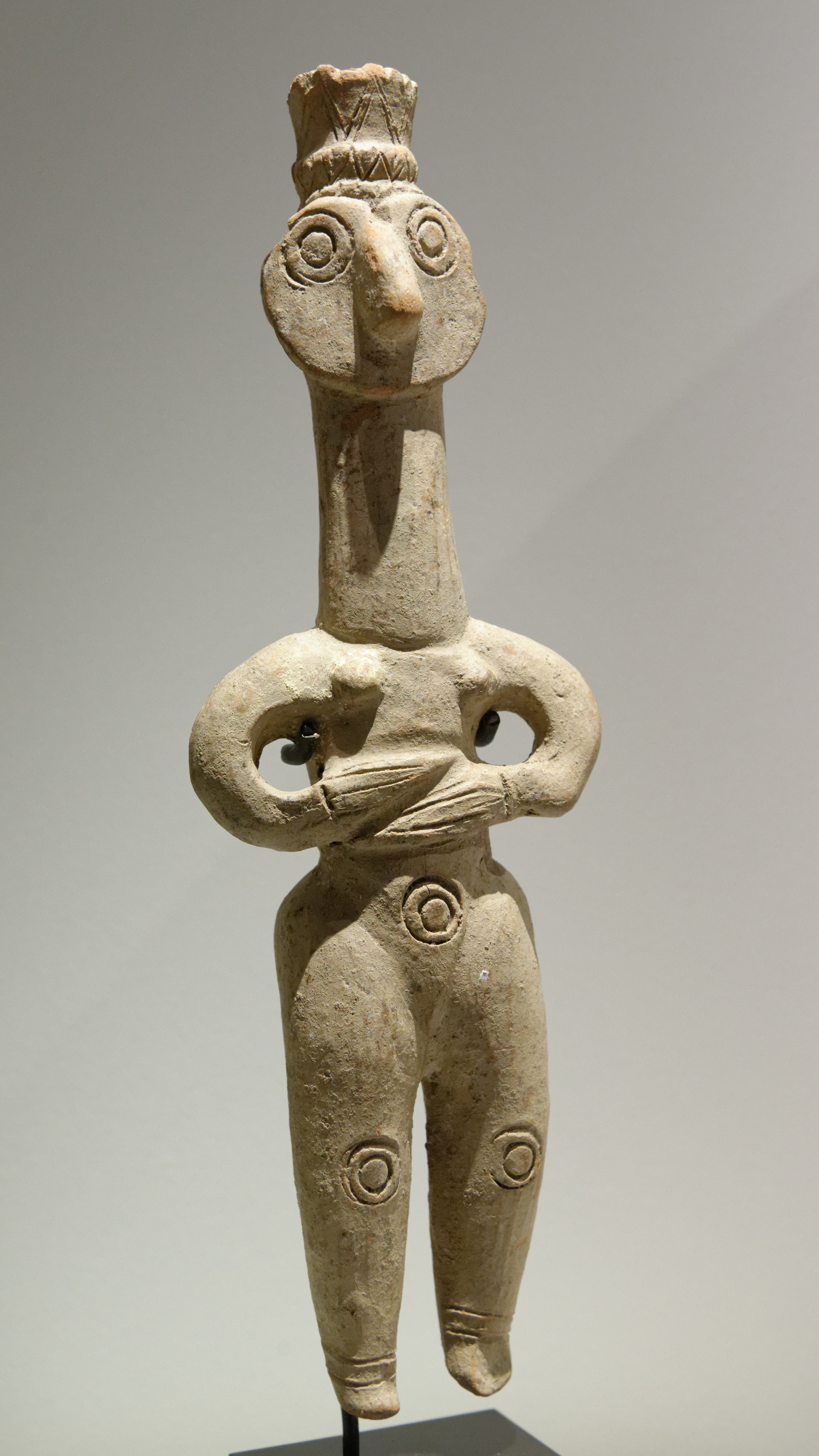
Figurine féminine stéatopyge du type de Kaluraz. Culture d'Amlach, village du nord de l'Iran, début du Ier millénaire av. J.-C.
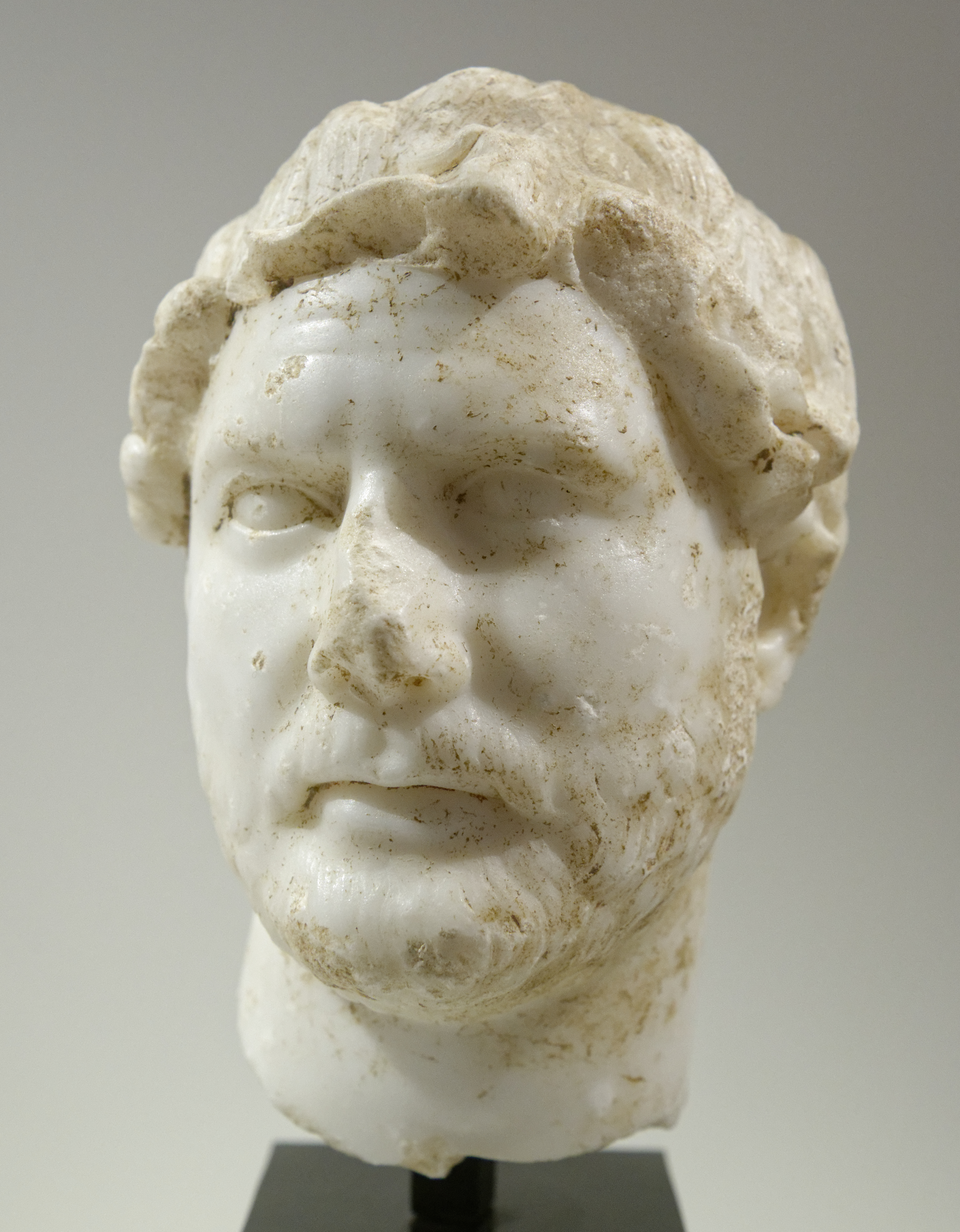
Portrait d'Hadrien, entre 128 et 138.
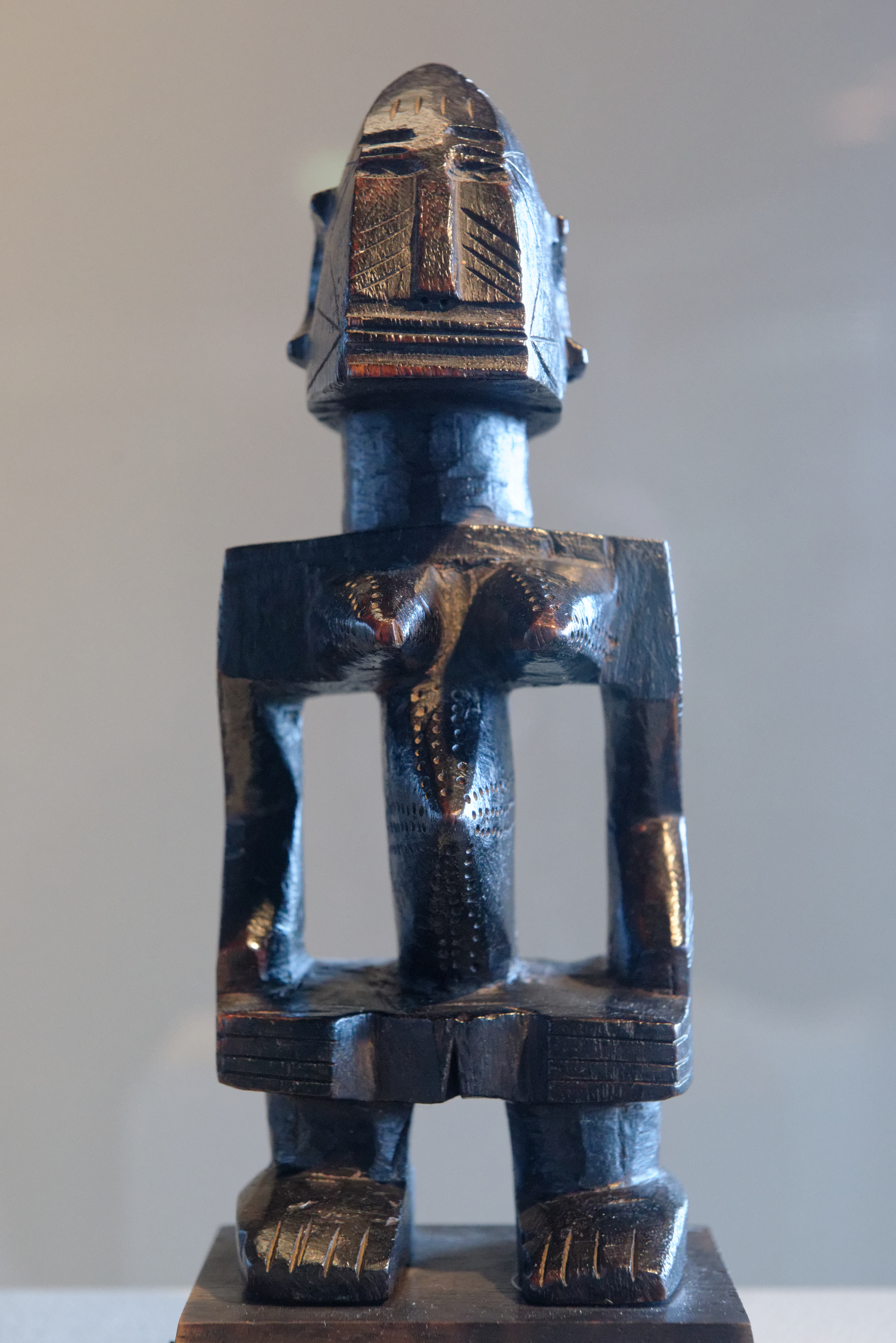
Statuette féminine du peuple turka ou sénoufo, région sud-ouest du Burkina Faso, XIXe siècle.
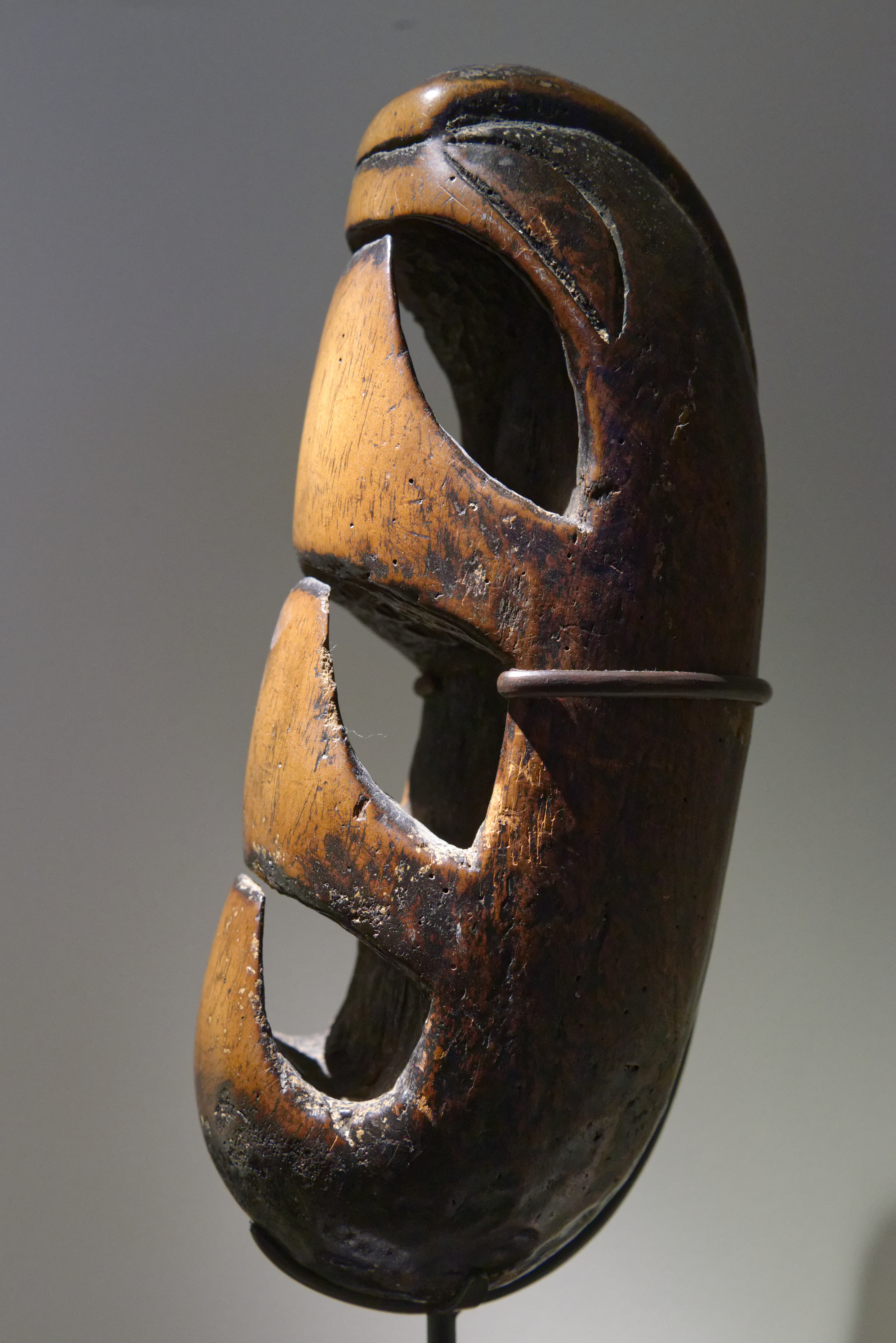
Tambour à friction utilisé pour la cérémonie du malagan, Nouvelle Irlande, XIXe siècle.

## Fortune
Sa fortune est largement liée à son patrimoine professionnel — à savoir Fimalac, cotée en Bourse.
En 2007, il fait son entrée dans le classement des milliardaires français avec une fortune nette estimée de 1,6 milliard d’euros. Forbes le classe 722e milliardaire mondial en 2016, et 401e en 2020 avec une fortune estimée à 4,4 milliards d'euros au 31 juillet 2020.
En décembre 2020, il annonce au Journal du Dimanche, avoir cédé 10 % de sa fortune à sa fondation philanthropique, au service de tous ceux « moins chanceux »,.

## Polémiques

### Polémique avec le Front national
Retrouvant en 1992 son nom parmi les membres du Cercle renaissance, lieu de rencontre sur les questions culturelles entre partisans du Front national et personnalités non engagées dans le parti, Marc Ladreit de Lacharrière « exig[e] aussitôt de le voir retiré de son annuaire ». Dans Le Monde du 5 février 1992, il déclare : « Cela m'a ému, vous pensez bien : je suis l'un des proches de SOS Racisme ».

### L'affaire Fillon
Marc Ladreit de Lacharrière a été proche du concept du « gaullisme social », incarné par Philippe Séguin, et a développé des affinités avec l'un des proches de Séguin, François Fillon.
Lors de la nomination de celui-ci au poste de premier ministre, en 2007, des entretiens et des échanges de notes se font, notamment concernant la réforme de l'ISF et celle de la fonction publique. Les opinions de Ladreit de Lacharrière, principal actionnaire (via la holding Fimalac) de l'agence de notation Fitch Ratings, sont soignées par le gouvernement français qui souhaite protéger le classement AAA de l'État. Les propositions de Michel Barnier, alors commissaire européen, de suspendre l'évaluation des États bénéficiant d'une aide internationale ne rencontrent aucun soutien de la part du gouvernement Fillon.
En 2011, il est élevé à la dignité de grand-croix dans l'ordre de la Légion d'honneur par Nicolas Sarkozy, sur proposition du premier ministre, François Fillon. L'année suivante, il embauche l'épouse de celui-ci, Penelope Fillon, à la Revue des deux Mondes, dont il est le président, en tant que conseillère littéraire.
En octobre 2012, un prêt de 50 000 euros est accordé par l'homme d'affaires à François Fillon, que le chef du gouvernement omet de faire apparaître dans sa déclaration de patrimoine. Ce prêt concerne des travaux au manoir de Beaucé à Solesmes, propriété personnelle des Fillon. À la suite des révélations du Canard enchaîné de janvier 2017 concernant l'embauche de Penelope Fillon à la Revue des deux Mondes,, le prêt est rapporté au Parquet national financier par Fillon lui-même, et remboursé sans intérêts en février, juste après le déclenchement de l'enquête judiciaire - ce que le Canard relève en mars.
À partir de 2013, Ladreit de Lacharrière participe à l'organisation de la campagne présidentielle de François Fillon. Dans le même temps, il rétribue la société de conseil 2F Conseil, que dirige le futur candidat, de près de 100 000 euros pour différentes prestations.
Mis en examen, Marc Ladreit de Lacharrière accepte le 19 octobre 2018 de plaider coupable pour avoir fait bénéficier Penelope Fillon d'une rémunération contraire à l'objet social de la Revue des Deux Mondes, bien que celle-ci lui appartienne à 100 %, culpabilité reconnue par le tribunal de grande instance le 12 décembre 2018. Il est condamné à huit mois de prison avec sursis et à une amende de 375 000 euros, mais cette peine ne sera pas inscrite au bulletin n°2 de son casier judiciaire.

### L'affaire Executive Life
Pour sa participation dans l'affaire Executive Life, il est assigné en 2002 par la justice en Californie pour « fraude, fausse déclaration, tromperie, conspiration et concurrence déloyale ». Le juge fédéral Howard Matz rejette finalement les charges qui pèsent contre lui, et met fin aux poursuites judiciaires,,.

### Recours à l'optimisation fiscale
Ainsi que l'a révélé le journal en ligne Les Jours en 2016, Marc Ladreit de Lacharrière recourt à des stratégies d'optimisation fiscale : il possède notamment une holding (filiale de Fimalac), Fimalac Développement, implantée au Luxembourg, qui détient 346 millions d’euros d'actifs dans d'autres sociétés, notamment françaises, ce qui permet de réduire les impôts à payer par la holding française Fimalac,. Le média met également en lumière que, « depuis 2010, grâce à un montage jusque-là caché, 70 % de sa participation dans son groupe, Fimalac (soit 1,4 milliard d’euros, selon l’évaluation faite par Challenges), sont logés au Luxembourg » dans une structure nommée Fimalac Participations, en vue de la succession de l'homme d'affaires.
En effet, le Grand-Duché exonère totalement d'impôt les descendants héritant de leur parent, à l'inverse de la France, où les taxes peuvent atteindre 45 % ; en outre, les dividendes générés par cette société (31 millions d’euros entre 2010 et 2016) sont exonérés d'impôts. Marc Ladreit de Lacharrière nie toute motivation fiscale derrière cette domiciliation.

## Engagements politiques
Lors des élections municipales de 2008 à Paris, il préside le comité de soutien de la candidate UMP Rachida Dati dans le 7e arrondissement de Paris.
Il était également en très bons termes avec François Hollande au cours de la présidence de celui-ci.

## Décorations
- Grand-croix de la Légion d'honneur[65]
- Officier de l'ordre national du Mérite
- Chevalier de l'ordre des Palmes académiques
- Chevalier de l'ordre du Mérite agricole
- Commandeur de l'ordre des Arts et des Lettres[66]

## Publication
- Le Droit de noter : les agences de notation face à la crise, Paris, éditions Bernard Grasset, 2012 Dans ce livre, Marc Ladreit de Lacharrière prend la défense des agences de notations[67].